# Orthelimaea trapezialis
Orthelimaea trapezialis is een rechtvleugelig insect uit de familie sabelsprinkhanen (Tettigoniidae). De wetenschappelijke naam van deze soort is voor het eerst geldig gepubliceerd in 2011 door Liu.